# Meganoton amboinicus
Meganoton amboinicus är en fjärilsart som beskrevs av Clark 1938. Meganoton amboinicus ingår i släktet Meganoton och familjen svärmare. Inga underarter finns listade i Catalogue of Life.